# Stadion Nový Bydžov
Stadion Nový Bydžov je český klub ledního hokeje, který sídlí ve městě Nový Bydžov v Královéhradeckém kraji. Založen byl v roce 1933. Od sezóny 2014/15 působí v Královéhradecké krajské lize, čtvrté české nejvyšší soutěži ledního hokeje. Klubové barvy jsou černá a žlutá.
Své domácí zápasy odehrává na zimním stadionu Nový Bydžov s kapacitou 700 diváků.

## Přehled ligové účasti
Stručný přehled
Zdroj: 
- 2004–2006: Královéhradecký a Pardubický krajský přebor (5. ligová úroveň v České republice)
- 2006–2007: Královéhradecký krajský přebor (5. ligová úroveň v České republice)
- 2007–2013: Královéhradecká krajská liga (4. ligová úroveň v České republice)
- 2013–2014: Královéhradecká krajská soutěž (5. ligová úroveň v České republice)
- 2014– : Královéhradecká krajská liga (4. ligová úroveň v České republice)

Jednotlivé ročníky
Zdroj: 
Legenda: ZČ - základní část, červené podbarvení - sestup, zelené podbarvení - postup, fialové podbarvení - reorganizace, změna skupiny či soutěže
| Česko (2004 – ) |                                             |           |           |                                       |              |
| Sezóny          | Soutěž                                      | Úroveň    | ZČ        | Play-off, nadstavba, sk. o udržení... | Poznámky     |
| 2004/05         | Královéhradecký a Pardubický krajský přebor | 5. úroveň | 4. místo  | Zápas o 3. místo (prohra)             |              |
| 2005/06         | Královéhradecký a Pardubický krajský přebor | 5. úroveň | ?. místo  |                                       | Reorganizace |
| 2006/07         | Královéhradecký krajský přebor              | 5. úroveň | 1. místo  | Zápas o 3. místo (prohra)             | Reorganizace |
| 2007/08         | Královéhradecká krajská liga                | 4. úroveň | 5. místo  | Skupina o umístění (5. místo)         |              |
| 2008/09         | Královéhradecká krajská liga                | 4. úroveň | 7. místo  | Skupina o umístění (9. místo)         |              |
| 2009/10         | Královéhradecká krajská liga                | 4. úroveň | 9. místo  | Skupina o umístění (9. místo)         |              |
| 2010/11         | Královéhradecká krajská liga                | 4. úroveň | 9. místo  | Skupina o umístění (9. místo)         |              |
| 2011/12         | Královéhradecká krajská liga                | 4. úroveň | 8. místo  | Skupina o umístění (9. místo)         |              |
| 2012/13         | Královéhradecká krajská liga                | 4. úroveň | 10. místo | O pohár předsedy KVV ČSLH (3. místo)  | Sestup       |
| 2013/14         | Královéhradecká krajská soutěž              | 5. úroveň | 1. místo  | Baráž o KLM (1. místo)                | Postup       |
| 2014/15         | Královéhradecká krajská liga                | 4. úroveň | 3. místo  | Zápas o 3. místo (prohra)             |              |
| 2015/16         | Královéhradecká krajská liga                | 4. úroveň | 3. místo  | Zápas o 3. místo (výhra)              |              |
| 2016/17         | Královéhradecká krajská liga                | 4. úroveň | 6. místo  | Čtvrtfinále                           |              |
| 2017/18         | Královéhradecká krajská liga                | 4. úroveň | 4. místo  | Zápas o 3. místo (prohra)             |              |
| 2018/19         | Královéhradecká krajská liga                | 4. úroveň | 6. místo  | Finále                                |              |
| 2019/20         | Královéhradecká krajská liga                | 4. úroveň | 1. místo  | dělené 1. místo s HC Náchod           |              |